# Baxter (Iowa)
Baxter es una ciudad situada en el condado de Jasper, en el estado de Iowa, Estados Unidos. Según el censo de 2000 tenía una población de 1.052 habitantes.

## Geografía
Según la Oficina del Censo de los Estados Unidos, la localidad tiene un área total de 1,70 km², la totalidad de los cuales corresponden a tierra firme.

## Demografía
Según el censo de 2000, había 1.052 personas, 438 hogares y 288 familias residiendo en la localidad. La densidad de población era de 620,54 hab./km². Había 455 viviendas con una densidad media de 270,3 viviendas/km². El 98,86% de los habitantes eran blancos, el 0,76% afroamericanos, 0,10% amerindios, el 0,19% asiáticos y el 0,10% pertenecía a dos o más razas.
Según el censo, de los 438 hogares, en el 33,3% había menores de 18 años, el 51,4% pertenecía a parejas casadas, el 11,4% tenía a una mujer como cabeza de familia, y el 34,2% no eran familias. El 29,2% de los hogares estaba compuesto por un único individuo, y el 15,3% pertenecía a alguien mayor de 65 años viviendo solo. El tamaño promedio de los hogares era de 2,31 personas, y el de las familias de 2,84.
La población estaba distribuida en un 25,1% de habitantes menores de 18 años, un 8,0% entre 18 y 24 años, un 27,6% de 25 a 44, un 20,4% de 45 a 64, y un 18,9% de 65 años o mayores. La media de edad era 38 años. Por cada 100 mujeres había 91,6 hombres. Por cada 100 mujeres de 18 años o más, había 82,4 hombres.
Los ingresos medios por hogar en la localidad eran de 36,912 dólares ($), y los ingresos medios por familia eran 42.411 $. Los hombres tenían unos ingresos medios de 31.150 $ frente a los 23.274 $ para las mujeres. La renta per cápita para la ciudad era de 17.749 $. El 8,9% de la población y el 6,3% de las familias estaban por debajo del umbral de pobreza. El 7,9% de los menores de 18 años y el 12,7% de los habitantes de 65 años o más vivían por debajo del umbral de pobreza.